# Weingartia arenacea
Weingartia arenacea ist eine Pflanzenart in der Gattung Weingartia aus der Familie der Kakteengewächse (Cactaceae). Das Artepitheton arenacea stammt aus dem Lateinischen, bedeutet ‚sandig‘ und verweist auf das Aussehen der Dornen der Art.

## Beschreibung
Weingartia arenacea wächst einzeln und nur selten sprossend mit kugelförmigen bis flachkugelförmigen Körpern. Diese erreichen bei Durchmessern von 2,5 bis 5 Zentimetern (selten bis 13 Zentimeter) Wuchshöhen von bis zu 2 bis 3,5 Zentimetern (selten bis 10 Zentimeter) und besitzen eine bis zu 10 Zentimeter lange Rübenwurzel. Die etwa 30 Rippen sind stark gehöckert. Die darauf befindlichen Areolen sind verlängert und cremegrau. Die rauen, seitwärts ausgebreiteten 14 bis 16 Dornen sind weißlich gelb bis bräunlich. Sie sind 0,4 bis 2 Zentimeter lang. Ein Mitteldorn ist nicht vorhanden.
Die gold- bis orangegelben Blüten sind bis zu 5 Zentimeter lang und besitzen Durchmesser von 4 Zentimetern. Die rötlichbraunen Früchte weisen einen Durchmesser von 6 bis 8 Millimeter auf.

## Verbreitung, Systematik und Gefährdung
Weingartia arenacea ist im bolivianischen Departamento Cochabamba in Höhenlagen zwischen 2000 und 3400 Metern verbreitet.
Die Erstbeschreibung als Rebutia arenacea wurde 1951 durch Martín Cárdenas veröffentlicht. Fred Hermann Brandt stellte die Art 1979 in die Gattung Weingartia. Ein weiteres nomenklatorisches Synonym ist Sulcorebutia arenacea (Cárdenas) F.Ritter (1961).
In der Roten Liste gefährdeter Arten der IUCN wird die Art als „Near Threatened (NT)“, d. h. als gering gefährdet geführt.

## Nachweise